# Pareheruenemef (figlio di Ramses III)
Pareheruenemef (fl. XII secolo a.C.) è stato un principe egizio della XX dinastia, figlio dell'importante faraone Ramses III (regno: 1186 - 1155 a.C.) e fratello o fratellastro dei faraoni Ramses IV, Ramses VI e Ramses VIII, e zio dei faraoni Ramses V e Ramses VII.
| pA | ra · Z1 | Hr · Z1 | R14 | a · f | A51 |

| pA | ra · Z1 | Hr · Z1 | R14 | a · f | A51 |

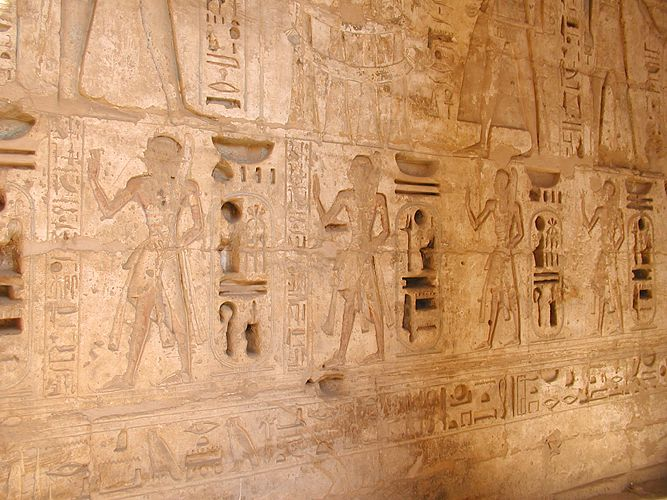
Particolare della processione dei figli di Ramses III, nel suo Tempio funerario a Medinet Habu.

Come molti suoi fratelli (Amonherkhepshef, Khaemuaset, Meriatum, Montuherkhepshef), anche a questo principe fu assegnato il nome di uno dei figli di Ramses II della XIX dinastia. Il padre di Pareheruenemef, Ramses III, ammirava a tal punto Ramses II "il Grande" (regno: 1279 - 1213 a.C.) da emularne i nomi della prole. Quando un principe moriva, quello nato dopo il decesso ne ereditava il nome. Pareheruenemef compare nel Tempio funerario del padre a Medinet Habu. Sia lui che suo fratello Khaemuaset ebbero il titolo di "Figlio più anziano del re": questo perché, verosimilmente, furono i primogeniti di due diverse coniugi del faraone.

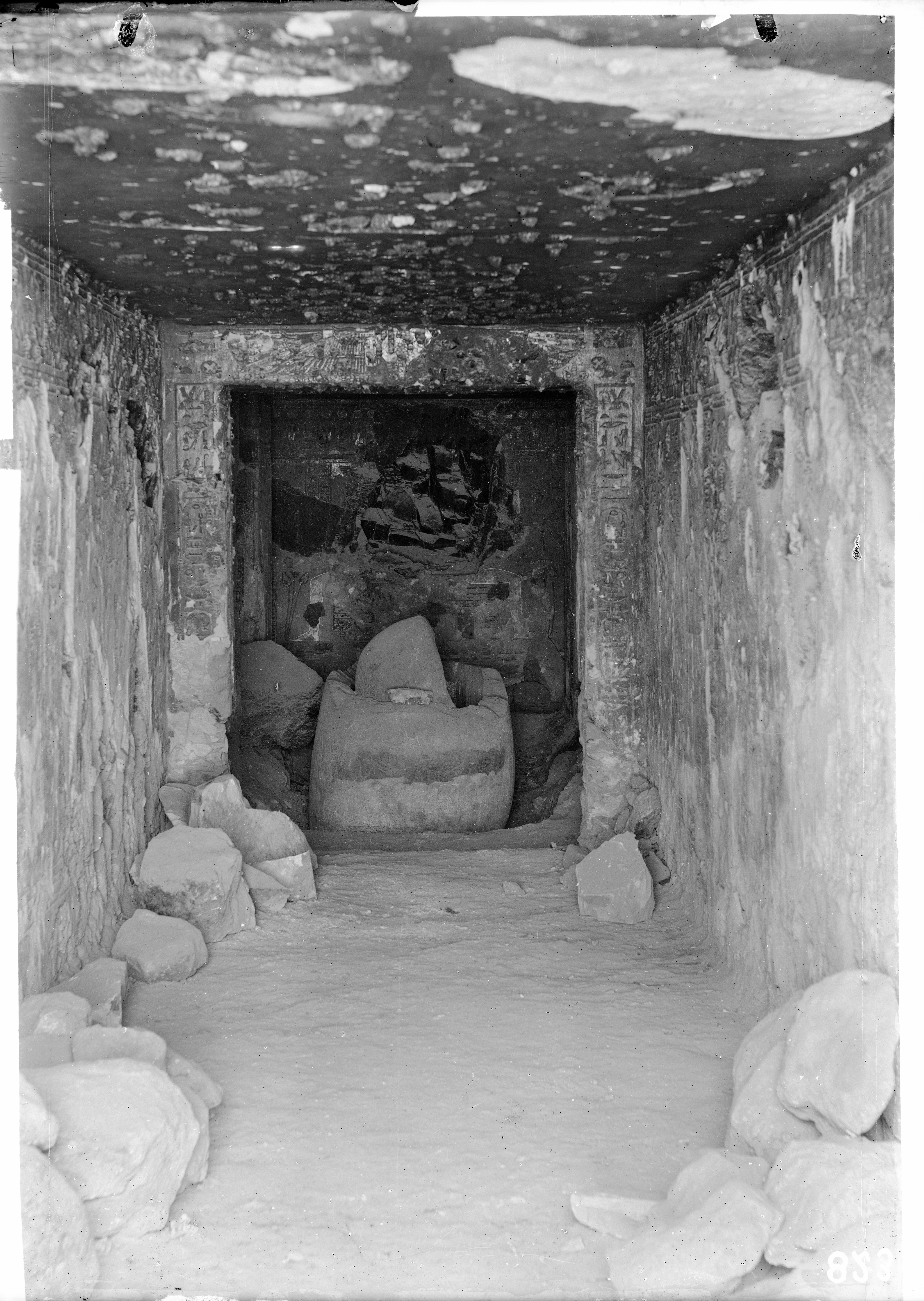
Interno della tomba di Pareheruenemef (QV42) durante gli scavi di Ernesto Schiaparelli, 1904
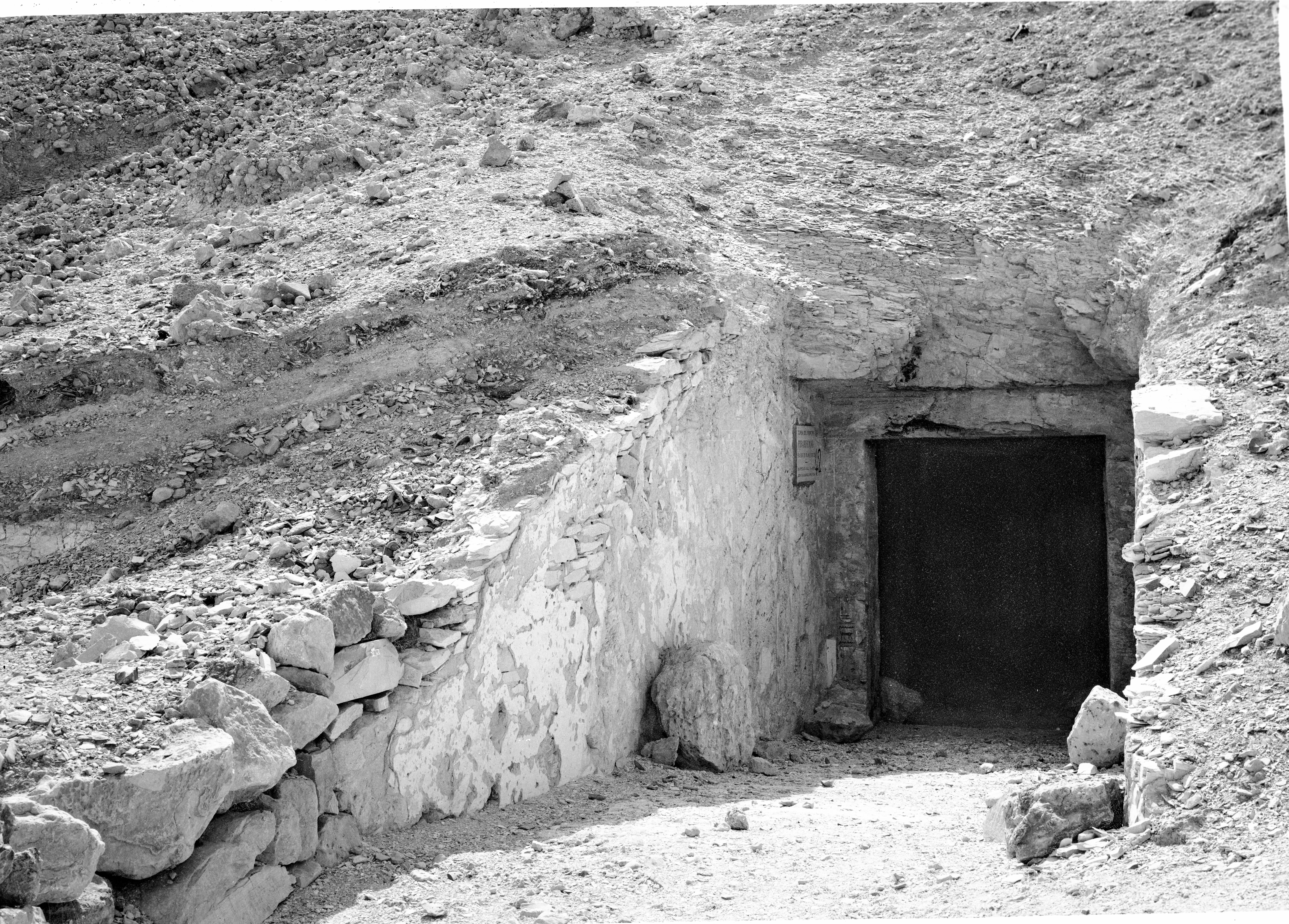
Ingresso della tomba di Pareheruenemef durante gli scavi di Ernesto Schiaparelli, 1904-1906